# Saint-Léger-de-Rôtes
 Saint-Léger-de-Rôtes  là một xã của tỉnh Eure, thuộc vùng Normandie, miền bắc nước Pháp.